# 安德魯西伊夫
50°39′22″N 26°46′30″E / 50.65611°N 26.77500°E
安德魯西伊夫（烏克蘭語：Андрусіїв），是烏克蘭西北部的村莊，隸屬里夫內州的里夫內區。該村始建於1725年，面積0.9平方公里，海拔高度218米，2001年人口351，人口密度每平方公里390.9人。